# Крижевский, Григорий Зиновьевич
Григорий Зиновьевич Крижевский (15 декабря 1918 года, Харьков, Донецко-Криворожская советская республика — 9 мая 1992 года, Одесса, Украина) — советский и украинский художник, педагог, заслуженный художник УССР (1974), член Национального союза художников Украины (1954). Директор и преподаватель Одесского художественного училища (1951—1958). Участник художественных выставок на Украине и за рубежом, а работы художника хранятся в 45 украинских и зарубежных музеях.

## Биография
Григорий Зиновьевич Крижевский родился 15 декабря 1918 года в Харькове. В 1934 году окончил Харьковское художественное училище. Во время Великой Отечественной войны был танкистом. В 1951 году с красным дипломом окончил Харьковский художественный институт. С 1972 по 1976 год был членом правления Союза художников УССР.
Скончался 9 мая 1992 года в Одессе. Похоронен на Втором Христианском кладбище (участок № 80).

## Избранные работы
- «Товарищ» (1959),
- «Яхты на берегу» (1962),
- «Облака в Киевской области» (1962),
- «Ярмарка в Косово» (1963),
- «Медсанбат» (1967),
- «Председатель» (1969),
- «Варваровка» (1971),
- «Докеры Ильичевска» (1972),
- «Деснянские девушки» (1974),
- «На судоремонтном» (1975),
- «Прапорщики» (1977),
- «Крым. Молодые виноградники» (1978),
- «Поздняя осень» (1980),
- «Подсолнухи и рябина» (1985),
- «Экипаж» (1985),
- «Одесские лиманы» (1986),
- «Утро. Восход солнца» (1991),
- «Последний натюрморт» (1992).

## Память
Имя художника увековечено на мемориальных досках в Одессе и Харькове.